# Caetano Segismundo de Bragança, Duque de Lafões
D. Caetano Segismundo de Bragança, de seu nome completo Caetano Segismundo de Bragança e Ligne de Sousa Tavares Mascarenhas da Silva (Lisboa, 21 de maio de 1856 - Lisboa, 7 de outubro de 1927) foi um nobre português pertencente à Casa de Lafões e que herdou de sua avó os títulos de Duque de Lafões, Marquês de Arronches e Conde de Miranda do Corvo.

## Biografia
D. Caetano Segismundo era filho de D. Pedro João de Portugal e Castro (quarto varão de D. José Bernardino de Portugal e Castro, 5° Marquês de Valença e 12° Conde de Vimioso, Ministro da Guerra) e de D. Maria Carlota de Bragança e Ligne de Sousa Tavares Mascarenhas da Silva (filha herdeira da 3ª Duquesa de Lafões).
Os pais, por serem legistimistas, nunca se encartaram, durante a Monarquia Constitucional, nos títulos da Casa de Lafões, embora a mãe, D. Maria Carlota, se intitulasse 6ª Marquesa de Arronches.
Mas foi Caetano Segismundo que acabou por pagar os direitos de encarte dos títulos da grande Casa da família materna, sucedendo a sua avó, D. Ana Maria de Bragança como 4º Duque de Lafões.
Foi nomeado Par do Reino em 1882. 

## Casamento e descendência
Do casamento de Caetano Segismundo de Bragança com a cidadã espanhola Leonor de Osete y del Alamo (Madrid, 11 de abril de 1871 - Lisboa, 12 de outubro de 1921), nasceram seis filhos :
- Afonso (1893-1946), 2º Duque de Miranda do Corvo, em vida do pai, a quem viria a suceder como 5º Duque de Lafões, com geração;
- Henriqueta (1894-1975);
- Joana (1895-1973);
- Luísa (1896-1081);
- Miguel (1898-morreu jovem);
- Mariana (1900-1913).